# Ґрудзевщизна
Ґрудзевщизна (пол. Grudziewszczyzna) — село в Польщі, у гміні Сейни Сейненського повіту Підляського воєводства.
Населення — 50 осіб (2011).
У 1975-1998 роках село належало до Сувальського воєводства.

## Демографія
Демографічна структура станом на 31 березня 2011 року:
|          | Загалом | Допрацездатний вік | Працездатний вік | Постпрацездатний вік |
| -------- | ------- | ------------------ | ---------------- | -------------------- |
| Чоловіки | 27      | 4                  | 17               | 6                    |
| Жінки    | 23      | 4                  | 13               | 6                    |
| Разом    | 50      | 8                  | 30               | 12                   |